# Glyptoscelimorpha marmorata
Glyptoscelimorpha marmorata är en skalbaggsart som beskrevs av Horn 1893. Glyptoscelimorpha marmorata ingår i släktet Glyptoscelimorpha och familjen Schizopodidae. Inga underarter finns listade i Catalogue of Life.